# 閔馨培
閔炯培（：／ Min Hyung-baen，1961年6月15日—），大韓民國自由派政治人物，第21屆國會議員。